# Decker (Indiana)
Decker – miasto w Stanach Zjednoczonych, w stanie Indiana, w hrabstwie Knox.